# Bamboccianti

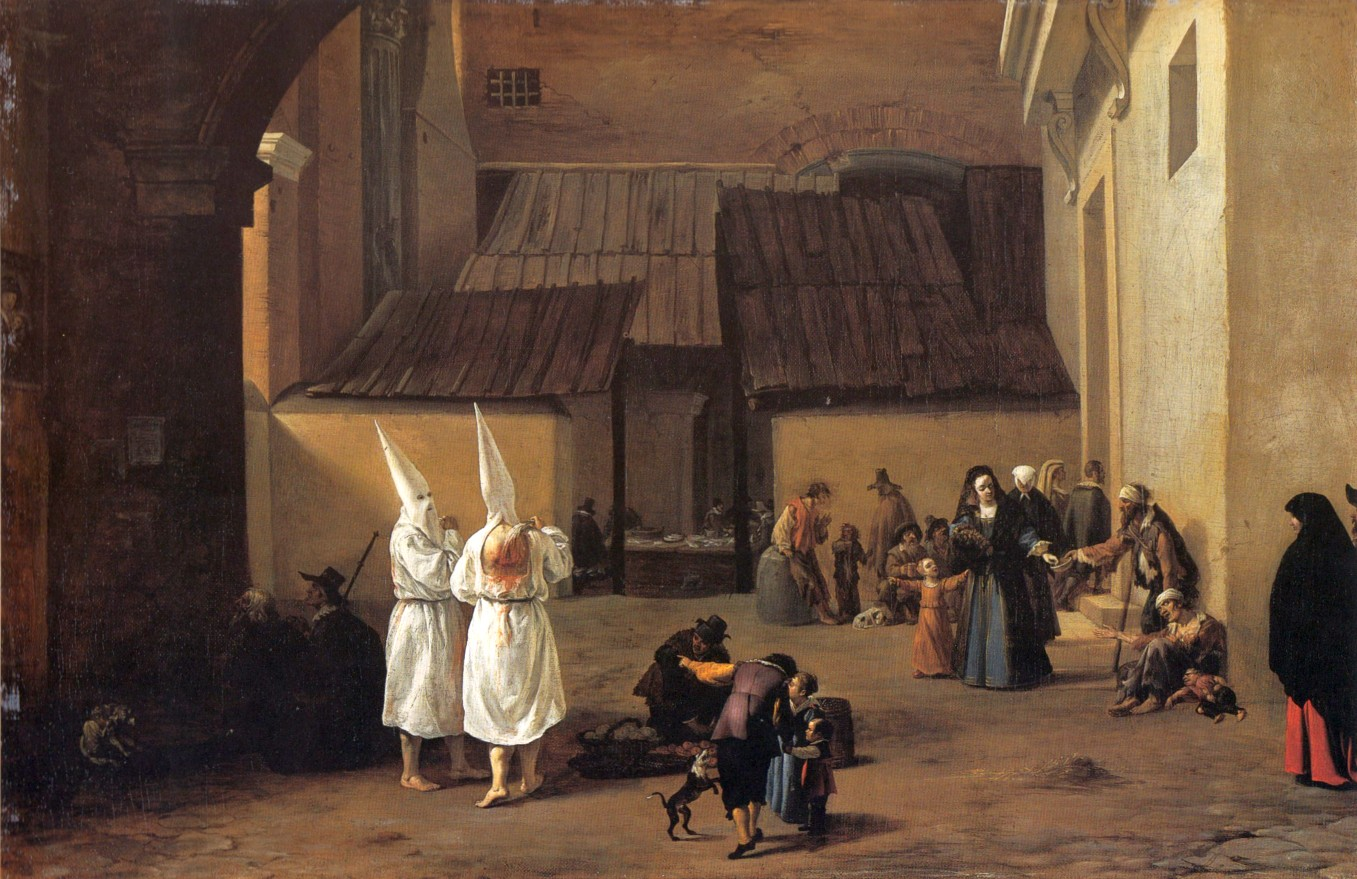
Pieter van Laer, De flagellanten, c. 1635

De Bamboccianti is een naam die wordt gegeven aan de voor de meerderheid Nederlandse en Vlaamse kunstenaars werkzaam in Rome die tussen ongeveer 1620 en het einde van de zeventiende eeuw meestal kleine kabinetstukken of prenten van het alledaagse leven van de lagere klassen in Rome en het omringende platteland produceerden.

## Kenmerken

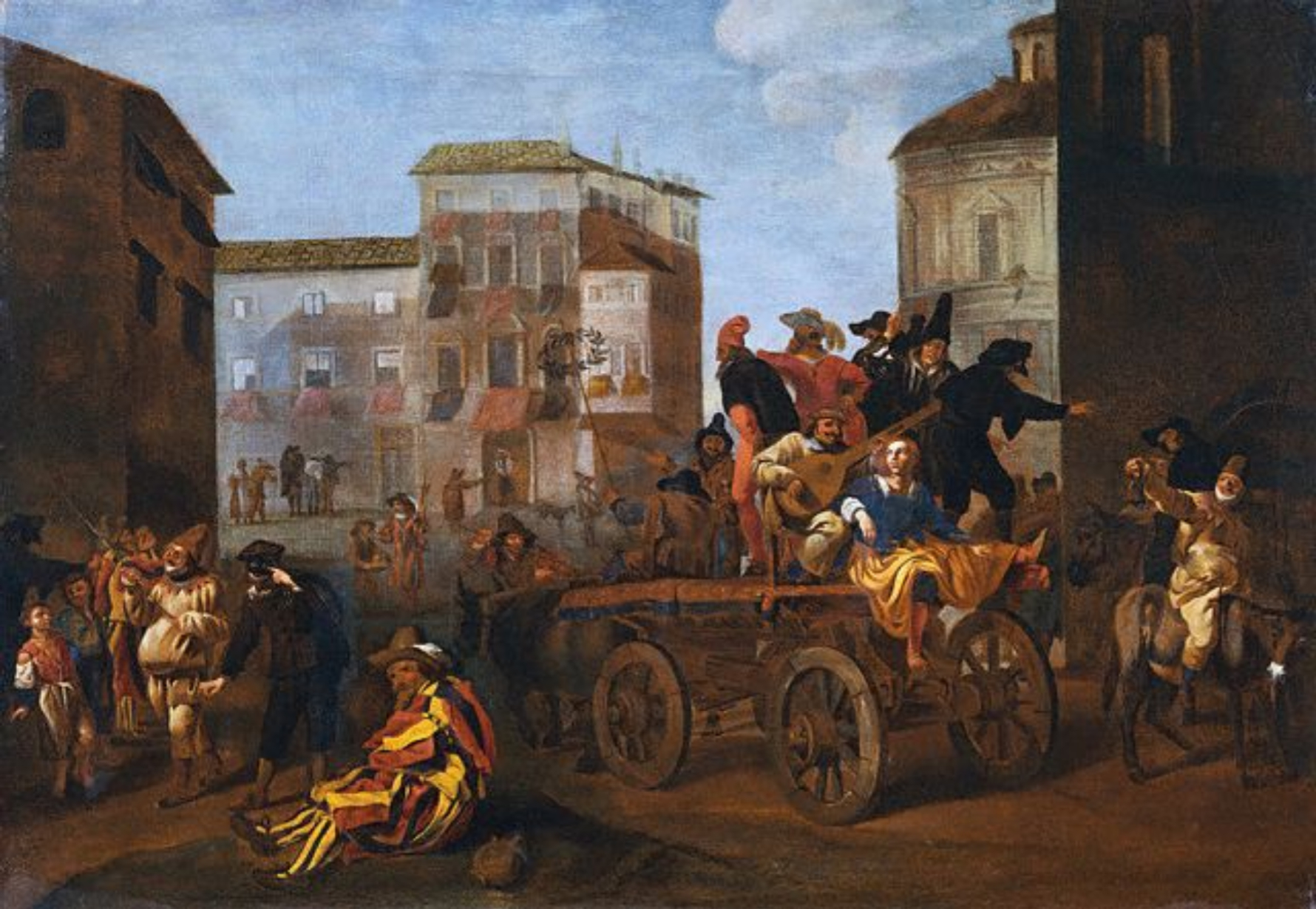
Jan Miel, Commedia dell’Arte acteurs op een wagen, 1640

De Nederlandse en Vlaamse kunstenaars die deel uitmaakten van de Bamboccianti brachten hun zestiende-eeuwse artistieke tradities voor het uitbeelden van boerentaferelen met zich mee naar Italië. De schilderijen die ze produceerden waren in een naturalistische stijl en werden traditioneel geïnterpreteerd als een realistisch "waar portret van Rome en haar volksleven" "dat geen variatie of wijziging" aanbrengt in wat de kunstenaar ziet. Giambattista Passeri, een zeventiende-eeuwse kroniekschrijver over kunst beschreef Pieter van Laers werk als een "open venster" dat een accurate weergave biedt van de wereld om hem heen en deze kenmerken werden toegepast op de Bamboccianti in het algemeen.
Passeri drukt hier de traditionele kunsthistorische opvatting uit dat de schilderijen van de Bamboccianti een realistisch portret boden van Rome en haar volksleven, onveranderd door de kunstenaar. Echter, dit was niet noodzakelijk ook het oordeel van hun tijdgenoten die de Bamboccianti niet algemeen als realisten beschouwden. Een alternatieve kijk op de kunst van de Bamboccianti is dat hun werken eerder moeten gezien worden als complexe allegorieën die een commentaar geven op de klassieke kunst. Het doel is de waarnemer aan te sporen verheven ideeën te overwegen. De kunstenaars staan daarmee in een lange traditie waarbij de paradox diende als het voertuig om onderwerpen met een belangrijke filosofische betekenis weer te geven.

## Onderwerpen
Typische onderwerpen waren onder andere voedsel- en drankverkopers, boeren en melkmeisjes aan het werk, soldaten aan het rusten of spelen, bedelaars en prostituees of, zoals Salvator Rosa klaagde in het midden van de zeventiende eeuw, "schurken, bedriegers, zakkenrollers, bendes van dronkaards en veelvraten, armzalige tabaksverkopers, kappers en andere 'smerige' onderwerpen".

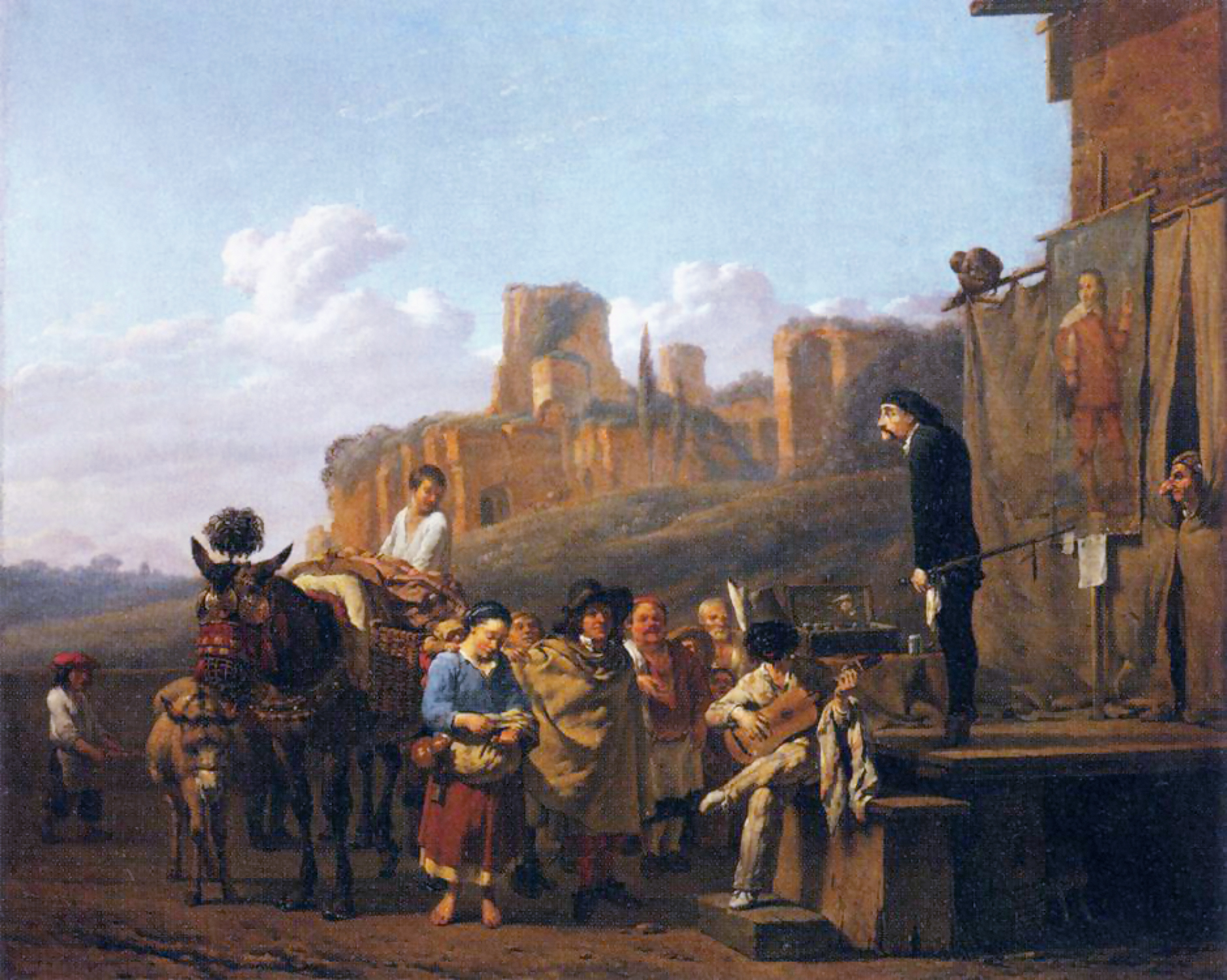
Karel Dujardin, Een groep kwakzalvers in een Italiaans landschap, 1657

Tijdens de jaren 1640 en de jaren 1650 begon Jan Miel, net als Michelangelo Cerquozzi, het bereik van de Bamboccianti composities uit te breiden door minder aandacht te besteden aan het omringende landschap en in plaats daarvan de nadruk te leggen op de anekdotische aspecten van het stads- en landleven. Deze werken werden herhaaldelijk als model gebruikt door de Bamboccianti uit de tweede helft van de eeuw en door de genreschilders werkzaam in Rome tijdens het begin van de 18e eeuw. De meest originele bijdrage van Miel aan dit genre zijn de carnavalscènes.
De schilder Karel Dujardin bracht een andere variatie in het genre door zijn genrestukken met boeren en charlatans te plaatsen in de geïdealiseerde omgeving van de verheven ruïnes in het platteland rond Rome.

## Kunstenaars
Vele van de kunstenaars die deel uitmaakten van de Bamboccianti waren ook lid van de Bentvueghels, een vereniging van voornamelijk Nederlandse en Vlaamse kunstenaars werkzaam in Rome. De term Bamboccianti is afgeleid van de bijnaam (de zogenaamde 'bentnaam') die de Nederlandse schilder Pieter van Laer kreeg toen hij lid werd van de Bentvueghels. Zijn bentnaam was "Il Bamboccio" hetgeen "lelijke pop" of "marionet" betekent. Dit was een verwijzing naar van Laers lichamelijke misvormingen. Van Laer was de spilfiguur rond wie zich tijdens zijn verblijf in Italië van 1625 tot 1639 kunstenaars verzamelden die gelijkaardige onderwerpen schilderden. De eerste generatie Bamboccianti bestond uit Andries Both, Jan Both, Karel Dujardin, Jan Miel, Johannes Lingelbach en de Italiaan Michelangelo Cerquozzi. Sebastien Bourdon wordt ook geassocieerd met deze groep tijdens zijn vroege carrière. Andere Bamboccianti omvatten Michiel Sweerts, Thomas Wijck, Dirck Helmbreker, Jan Asselyn, Anton Goubau, Willem Reuter en Jacob van Staverden. Ze zouden later een invloed hebben op rococokunstenaars als Antonio Cifrondi, Pietro Longhi, Giuseppe Maria Crespi, Giacomo Ceruti en Alessandro Magnasco. Hun schilderijen van het dagelijkse Romeinse leven werden in de negentiende eeuw voortgezet in de werken van Bartolomeo Pinelli, Achille Pinelli, Andrea Locatelli en Paolo Monaldi. Een tot nu toe niet geïdentificeerde Bambocciante schilderde ook een gevechtsscène, nu in de "Pinacoteca Civica" (Stedelijk Kunstmuseum) van Forlì.

## Kritische ontvangst

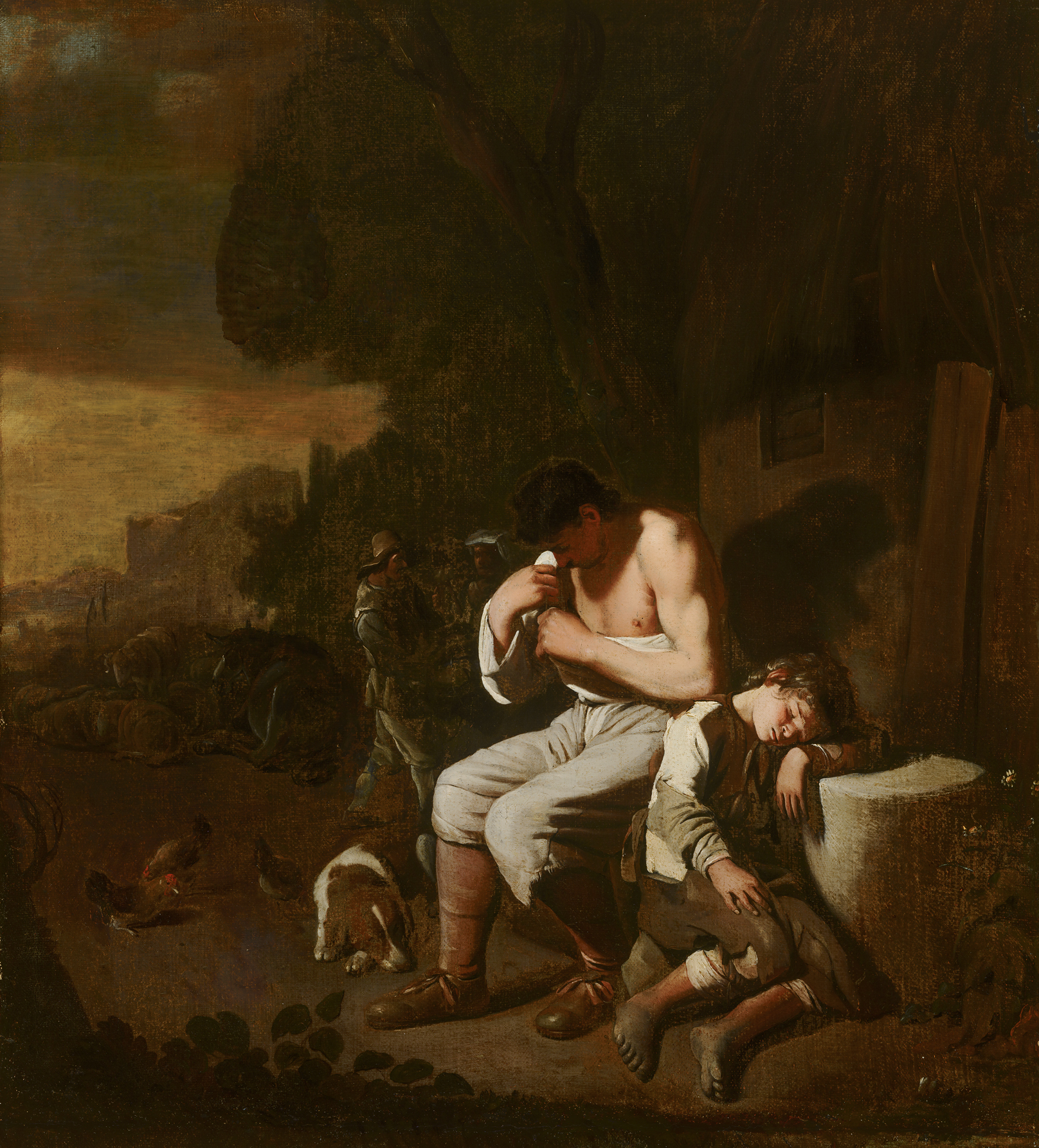
Michael Sweerts, Een man die zich vlooit en een slapende jongen, c. 1650-1654

De houding van kunsttheoretici en academici in Rome was aanvankelijk negatief aangezien schilderijen van het dagelijks leven in het algemeen van onder werden gerangschikt in de hiërarchie van de schildergenres. Desondanks waren de werken populair en waren gerespecteerde verzamelaars bereid er veel geld voor te betalen. Onder de verzamelaars en mecenassen van de Bamboccianti vindt men onder meer de kardinaal del Monte, de magister-generaal van de dominicanen Vincenzo Giustiniani, pauselijke families zoals de Barberini en Pamphili en vrouwelijke patroons waaronder elite Romeinse aristocraten en koningin Christina van Zweden. Het succes van het genre was niet beperkt tot Rome, maar breidde zich uit naar Florence en Frankrijk, zoals te zien in het patronaat van figuren als de kardinalen Leopoldo de Medici en Mazarin.
Het succes van het genre is gedeeltelijk te verklaren door een wijziging in de mode van het aankleden van de huizen van de hogere klassen in Rome waarbij schilderijen op doek of paneel de voorkeur begonnen te krijgen over fresco's. Dit gaf buitenlandse kunstenaars die hierin gespecialiseerd waren een voordeel. Voorts waren kunstliefhebbers op zoek naar nieuwe onderwerpen en dit droeg ook bij tot een gunstig klimaat voor de receptie van de Bamboccianti kunst.
Het feit dat goed opgeleide en aristocratische mecenassen werken bleven kopen van deze kunstenaars werd vaak beklaagd door schilders van historiestukken en andere genres binnen het geaccepteerde canon van Rome's belangrijkste artistieke inrichting, de Sint-Lucasacademie. Het feit dat de schilder Karel Dujardin genrestukken van boeren en charlatans plaatste in de geïdealiseerde omgeving van de verheven ruïnes in het platteland rond Rome irriteerde de academische gevoeligheid in het bijzonder. Salvator Rosa was in zijn satire op het schilderen met de titel Pittura (rond 1650) sarcastisch over de smaak van de aristocratische opdrachtgevers en hun aanvaarding van zulke alledaagse onderwerpen:
"Quel che aboriscon vivo, aman dipinto."
"Diegene waaraan ze een hekel hebben in levende lijve beminnen ze in de verf."
Rosa verweet de Bamboccianti ook de ondergang van de kunst te bevorderen en hij verachtte hun vulgaire afbeeldingen en immorele gedrag. Rosa's spot was niet alleen gericht op de kunstenaars zelf, maar op degenen die de werken kochten. De kunstenaars zelf werden vaak bewonderd: van Laer staat bekend als een kunstenaar wiens werken duur waren terwijl Michelangelo Cerquozzi toegang vond tot aristocratische kringen en vriendschap kon sluiten met gevestigde kunstenaars zoals Pietro da Cortona. Aangezien veel van de Bamboccianti buitenlanders waren die buiten de belangen van de Sint-Lucasacademie vielen werden ze meestal lid van de Bentvueghels. Aanvaarding van de Bamboccianti in de Academie was niet uitgestoten aangezien zowel van Laer als Cerquozzi geassocieerd waren met beiden.